# Агресивні цінні папери
Агреси́вні ці́нні папе́ри — цінні папери у вигляді акцій, облігацій та інших, курс яких може значно підвищитися згідно можливої кон'юнктури фондового ринку, тенденцій та прогнозів. Такі папери звичайно купуються в розрахунку на отримання значного прибутку, але їх купівля супроводжується великим ризиком, тому що курс може і впасти.

## Визначення агресивних цінних паперів
Визначення агресивних і захисних цінних паперів ґрунтується на теорії Вільяма Шарпа про співвідношення ризику і доходу інвестицій.  Для визначення рівня агресивності цінних паперів використовується коефіцієнт бета — показник ринкового ризику для цінних паперів.
Акції з великою бетою (β>1) називають агресивними, з низькою бетою (β<1) — захисними. Наприклад, агресивними є акції компаній, чиї доходи суттєво залежать від кон'юнктури ринку. Коли економіка на підйомі, агресивні акції приносять великі прибутки. Наприклад, акції автомобілебудівних компаній є агресивними. Інвестори, які очікують підйому економіки, купують агресивні акції, що забезпечують вищий рівень прибутковості в умовах зростаючого ринку, ніж захисні. Акції компаній, чий прибуток меншою мірою залежить від стану ринку, є захисними (наприклад, акції компаній комунальної сфери). Доходи таких компаній скорочуються значно менше в умовах економічного спаду. Тому використання захисних акцій в періоди криз дозволяє інвестору отримати великий прибуток в порівнянні з агресивними акціями.

## Агресивні цінні папери на українському фондовому ринку
В Україні аналіз агресивних цінних паперів і обчислення коефіцієнта бета є ускладненим внаслідок недостатньої історичної інформації. Існують розроблені методичні рекомендації щодо застосування нестандартних підходів до оцінки бета-коефіцієнтів цінних паперів українських підприємств.
У 2010 році ПФТС розпочала розрахунок додаткових ринкових показників індексу акцій та його складових частин, зокрема і бета-коефіцієнтів цінних паперів (публікуються з результатами торгової сесії ПФТС).